# 阿波比
阿波比（英語：Apepi），古埃及第十五王朝最重要的国王(约公元前1585年—约公元前1542年在位）。为西克索斯人后裔。他33年的统治记录在《兰德数学纸莎草书》上。初曾控制埃及大部，并拥有中埃及和下埃及地区的众多臣属。后在底比斯历代国王不断打击下被赶回其都城阿瓦里斯附近。杰巴赖恩出土的石片上刻有其名，名字周围有许多太阳瑞的日盘，证明他曾统治上埃及。此外，还发现大量记载他事迹的纸莎草文献。表明底比斯人曾是喜克索斯人的封臣。双方一度和平共处，底比斯人于喜克索斯人管辖的尼罗河三角洲放牧牛群。他与塞格嫩拉发生矛盾，并引发冲突。塞格嫰拉死后，其继任者卡莫斯继续与阿波比进行战争，并将阿波比势力赶回下埃及，阿波比企图联合其南方盟友库施王公于后方攻击底比斯，但因信使被截获而被卡莫斯挫败。阿波比于此事不久去世。